# Шёнебек (Эльба)
Шёнебек (нем. Schönebeckо файле) — город в Германии, районный центр, расположен в земле Саксония-Анхальт.
Входит в состав района Зальцланд. Подчиняется управлению Шёнебек (Эльбе). Население составляет 33 888 человек (на 31 декабря 2010 года). Занимает площадь 58,37 км². Официальный код — 15 3 67 023.
Город подразделяется на 8 городских районов.
В городе расположен тракторный завод Schönebeck.

## Известные уроженцы
- Нойч, Эрик (1931—2013) — немецкий писатель.